# Cyclopogon lindleyanus
Cyclopogon lindleyanus là một loài thực vật có hoa trong họ Lan. Loài này được (Link, Klotzsch & Otto) Schltr. mô tả khoa học đầu tiên năm 1920.

## Hình ảnh

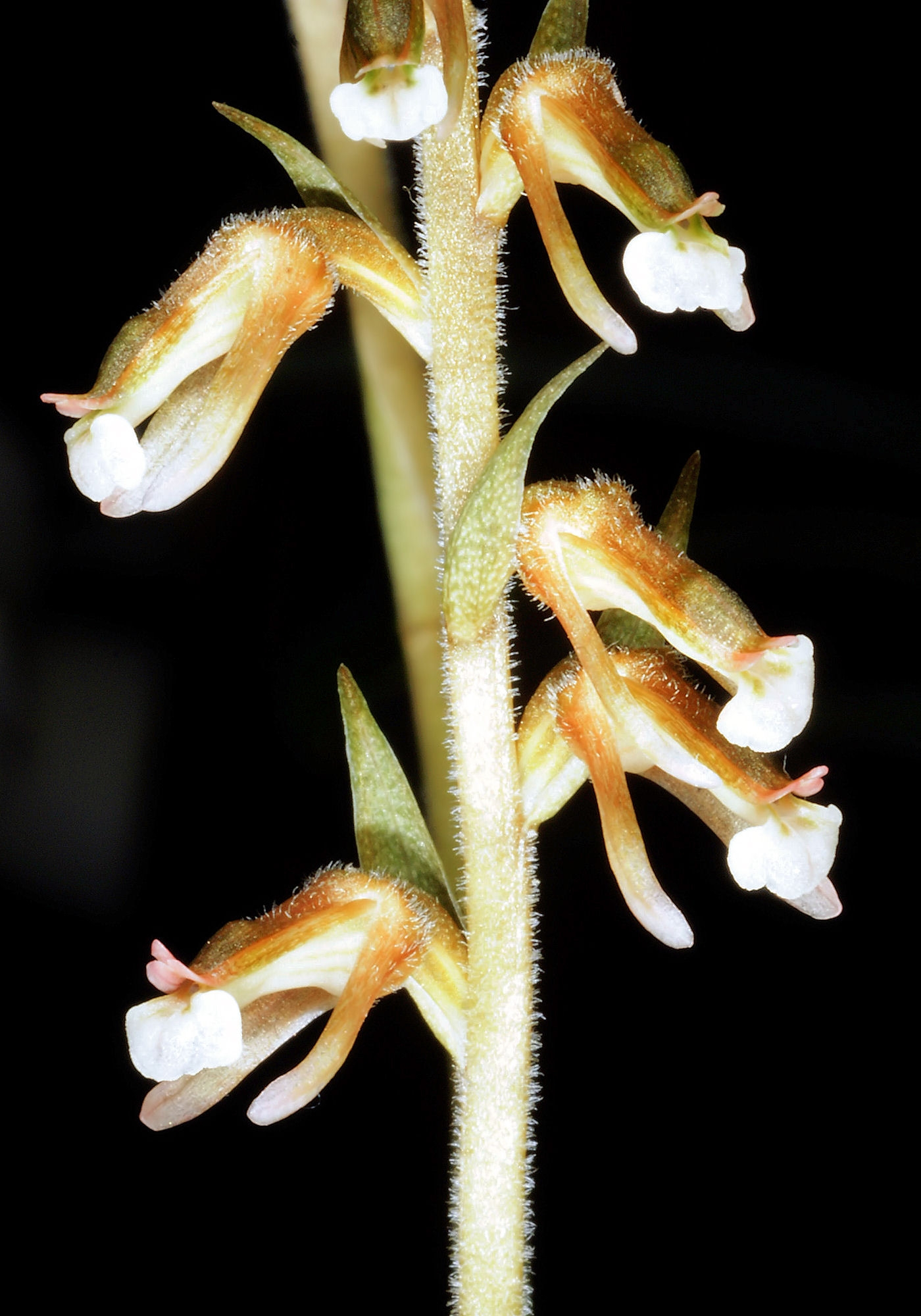